# Salvadora australis
Salvadora australis är en tvåhjärtbladig växtart som beskrevs av Herold Georg Wilhelm Johannes Schweickerdt. 
Salvadora australis ingår i släktet Salvadora och familjen Salvadoraceae. Inga underarter finns listade i Catalogue of Life.